# Амигони, Якопо
Якопо Амигони (итал. Jacopo Amigoni; 1682, Неаполь — 21 или 22 августа 1752, Мадрид) — итальянский живописец, гравёр и художник-декоратор, один из крупнейших мастеров венецианской школы периода позднего барокко и рококо. Работал в Венеции, в городах Баварии (1716—1728), в Лондоне (1729—1739) и Мадриде (1747—1752). Наряду с Себастьяно Риччи и Джованни Антонио Пеллегрини считается одним из первых художников венецианского рококо. За свою творческую жизнь работал во многих странах Европы, поэтому творчество Амигони сыграло важную роль в распространении нового живописного стиля.

## Биография
О происхождении художника, ранних годах его жизни и ученичестве известно крайне мало. Ранее предполагалось, что он родился в 1675 году, но в 1933—1934 годах стали известны данные, согласно которым сам живописец заявлял в Испании в 1750 году, что он родился в Неаполе и ему в то время было шестьдесят восемь лет. Однако и это заявление подвергается сомнению.
В 1711 году Амигони был зарегистрирован в гильдии живописцев Венеции (fraglia dei depentori). В том же году он начал работать в Германии. Амигони сотрудничал с венецианским живописцем Антонио Беллуччи. Многие предложения в то время, возможно, исходили от Джованни Антонио Пеллегрини, который в 1713—1714 годах находился в Дюссельдорфе.
В 1715 году, когда Амигони написал запрестольный образ «Христос Воскресший встречает свою мать» для Фрауэнкирхе в Мюнхене (ныне находится в церкви аббатства Фрауенвёрт на острове Фрауенкимзее), он находился на службе у курфюрста баварского Максимилиана II. Амигони писал алтарные картины для Вюрцбургского собора, картины для Мюнхенской резиденции. В 1719 году для баварского курфюрста Амигони написал потолочную фреску во дворце Нимфенбург «Аллегория дня в Баденбурге». Он много работал в городах и монастырях Баварии. В Мюнхене его учеником стал гравёр Йозеф Вагнер.
Якопо Амигони много путешествовал по Европе, портреты его работы пользовались большим успехом. С 1729 или 1730 года по 1739 год Амигони жил в Лондоне, за исключением временной поездки в Париж, который он посетил в 1736 году. В русле английской портретной традиции, сложившейся после Ван Дейка и Питера Лели, а также французских художников, таких как Николя де Ларжильер, Амигони занял почётное место в этом жанре живописи.
В Лондоне, в 1734—1735 годах, в то время, когда он украшал Королевский театр Ковент-Гарден, Амигони познакомился и подружился со знаменитым певцом-кастратом Фаринелли. В это время Амигони написал два портрета Фаринелли, в том числе особенно поэтичный портрет, на котором певца венчает муза музыки.
В 1738 году в Лондоне Амигони женился на меццо-сопрано Марии Антонии Маркезини, также известной как «Ла Луккезина», которая пела в операх и ораториях Генделя.
В 1739 году Амигони со своей женой и учеником Йозефом Вагнером вернулся в Венецию, где в то время ведущим художником был Джамбаттиста Тьеполо. Поэтому вскоре, в 1747 году Амигони уехал в Испанию, в Мадрид, и работал там до конца жизни, выполняя главным образом заказы испанского короля Фердинанда VI.
Последние пять лет своей жизни Амигони украшал королевские замки Аранхуэс и Ла-Гранха. В дополнение к портретам, картинам на мифологические и библейские сюжеты, Амигони создавал картоны для мануфактуры гобеленов и был назначен первым директором основанной в 1752 году Королевской академии Сан-Фернандо.
Главной испанской работой Амигони считается большая аллегорическая роспись плафона во дворце Аранхуэс (между 1748 и 1750 гг.) Якопо Амигони скончался в 1752 году в Мадриде в звании придворного живописца испанских монархов богатым и почитаемым человеком.

## Особенности индивидуального стиля
Стиль живописи Амигони с самого начала развивался от позднего барокко, с богатой и яркой цветовой палитрой, вплоть до лёгкого рококо с более тонкими, нежными тонами его особенного колорита. Его живопись была в основном основана на венецианских образцах, а также на классических традициях болонской школы. Для Амигони характерна «туманная» мягкость живописной манеры, которая чем-то напоминает пастельные рисунки Розальбы Каррьеры. В некоторой степени Амигони, возможно, черпал вдохновение у Себастьяно Риччи и Джованни Антонио Пеллегрини, произведения которых он мог видеть в Германии и Англии. Живопись Якопо Амигони характеризует «расслабленная элегантность, предвосхищающая французское рококо».
В своих фресках Амигони работал не так пафосно и драматично как, к примеру, Тьеполо. Он в меньшей степени использовал ракурсы и хитроумные приёмы иллюзорной перспективы, как это имело место в период раннего барокко. В его поздних работах, после возвращения в Италию в 1739 году, заметнее неоклассические тенденции. Якопо Амигони оказал значительное влияние на развитие южногерманского рококо, включая таких художников, как Иоганн Баптист Циммерман, Франц Йозеф Шпиглер и Франц Антон Эрлер. Вольфганг Холлер назвал Амигони «самым влиятельным венецианским художником Германии».
Особенности живописи Амигони охарактеризованы в «Новом всеобщем словаре художников» Георга Каспара Наглера следующим образом: «Ему свойственны мягкие, часто расплывчатые очертания». По словам аббата Ланци, его лучший стиль — это тот, который он приобрел во Фландрии, изучая этих мастеров. Там он научился искусству использования теней, чтобы перейти к простому цвету и, таким образом, добиться идеальной прозрачности и ясности, не умаляя красоты".
У Якопо Амигони было несколько учеников, наиболее известны: Микеланджело Морлайтер (1729—1806), Пьетро Антонио Новелли (1729—1804), Антонио Дзукки и Шарль-Жозеф Флипарт. Считается также, что Амигони побудил Франческо Дзуккарелли и Каналетто поехать в поисках выгодных заказов в Англию.
Его произведения сохранились во дворце Шлайсхайм, баварской резиденции Виттельсбахов близ Мюнхена, в картинных галереях и церквях баварской столицы, а также в различных музеях и частных коллекциях по всему миру. Часть из них была утрачена во время Второй мировой войны.
Одна из картин Амигони находится в Эрмитаже, в Петровском (Малом тронном) зале здания Зимнего дворца — «Царь Пётр I с аллегорической фигурой Славы (богиней мудрости Минервой)». Картина была написана после смерти Петра I в 1725 году в период 1732—1734 годов для русского посла в Лондоне Антиоха Кантемира. В Эрмитаже также хранится копия с этой картины и ещё две: «Юпитер и Каллисто» и «Идолослужение Соломона».

## Галерея

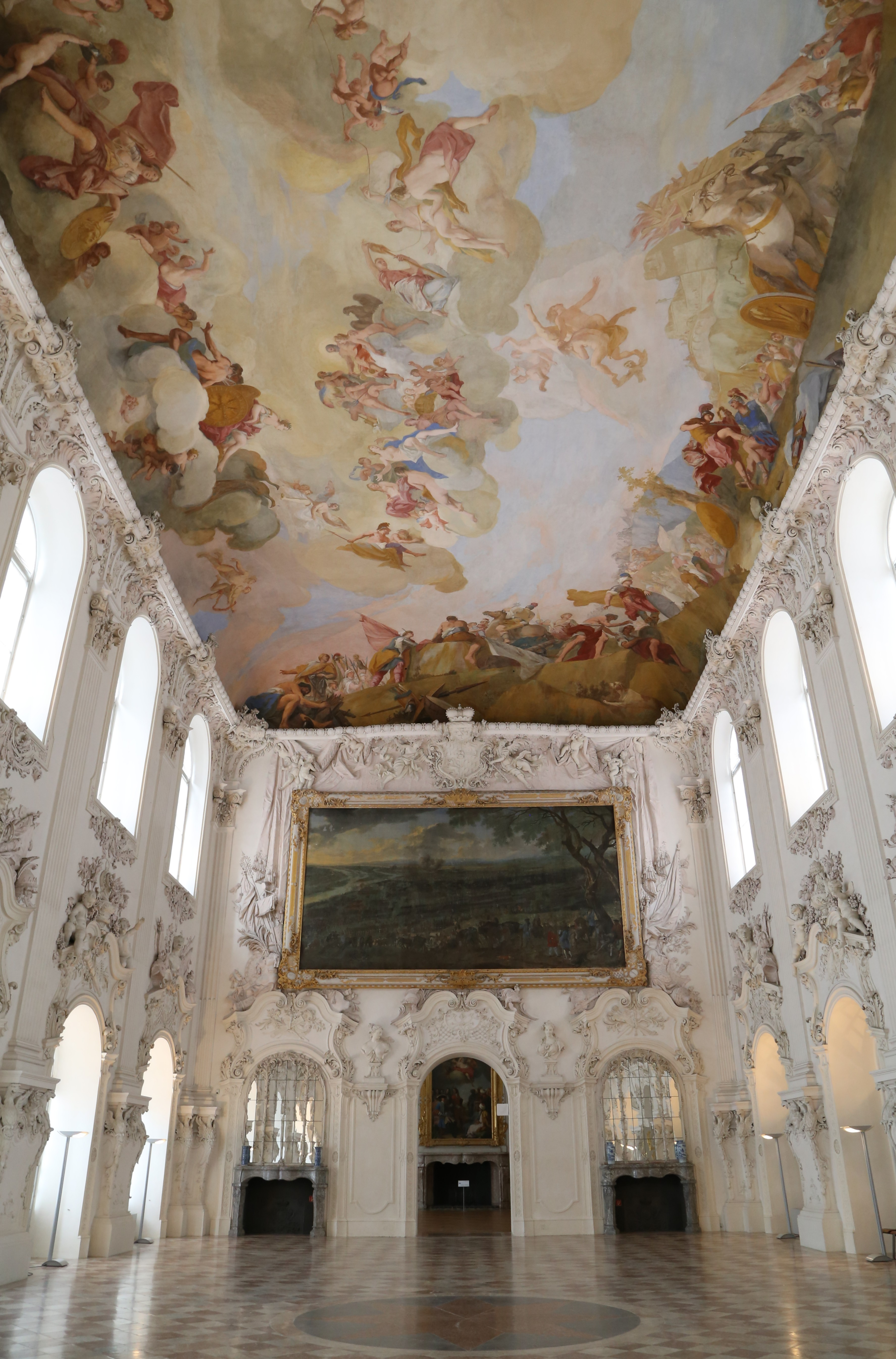
Роспись плафона Большого зала Нового дворца Шлайсхайм близ Мюнхена
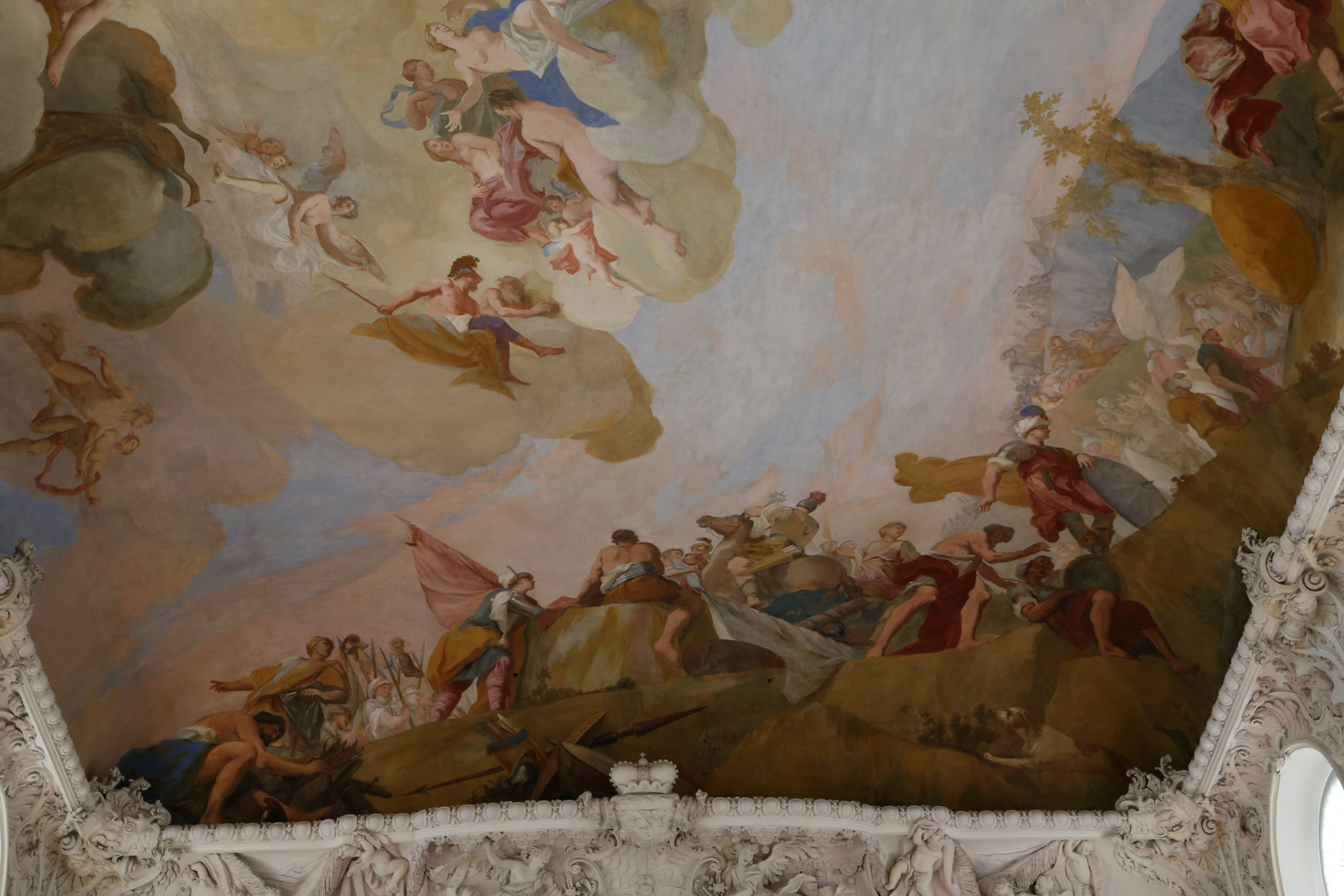
Роспись плафона Большого зала Нового дворца. Деталь
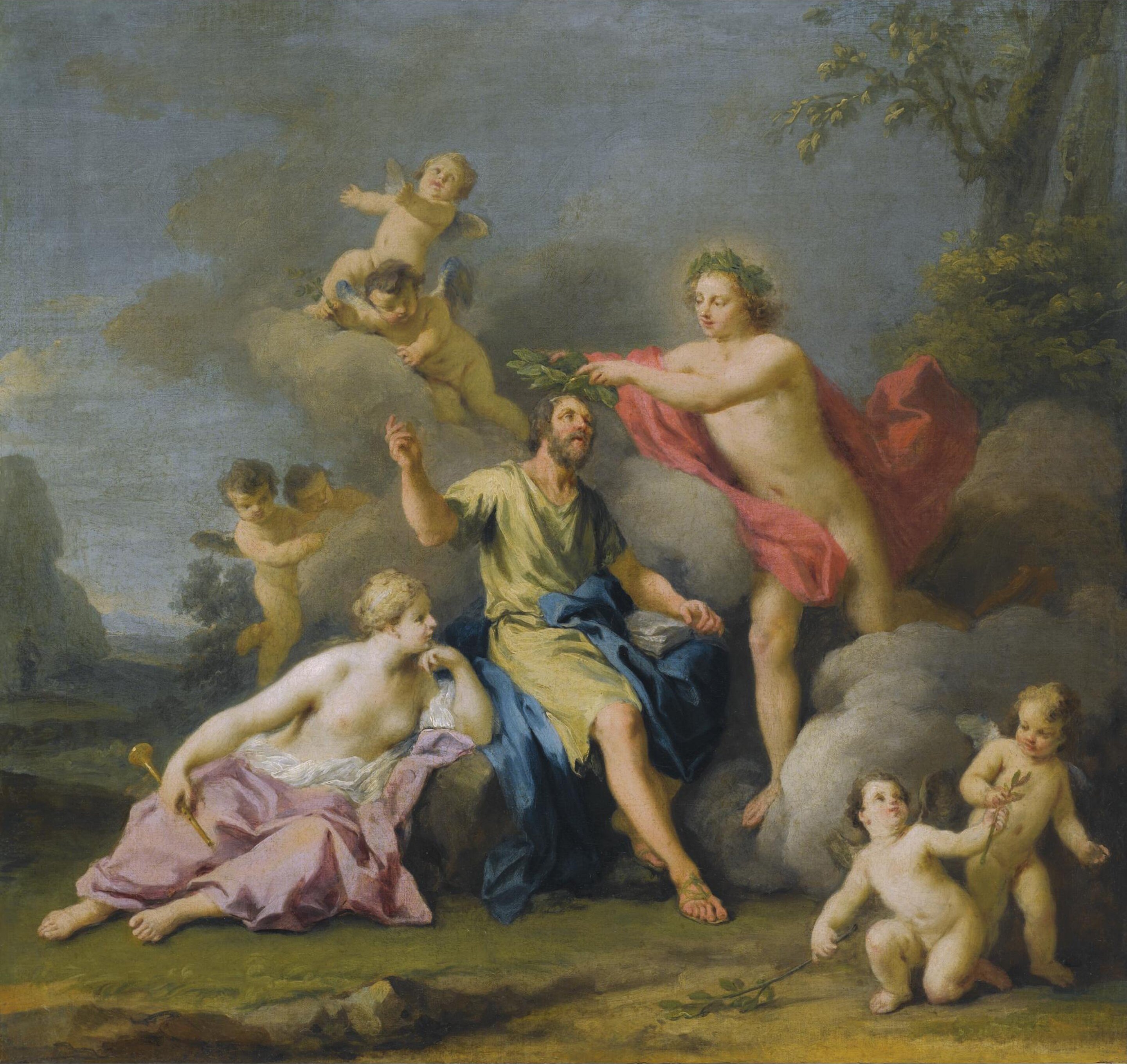
Коронование Гомера. Холст, масло. Частное собрание
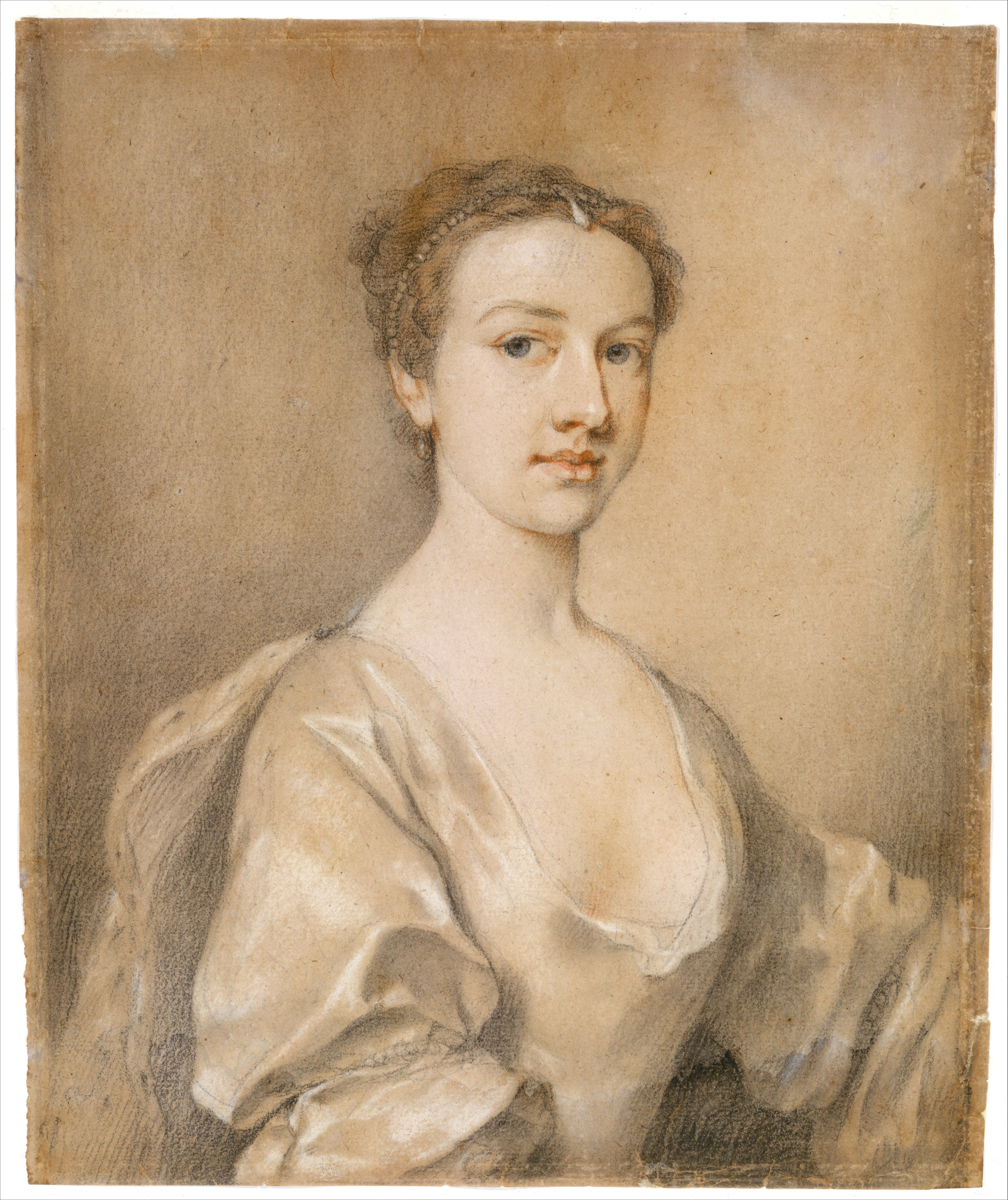
Портрет молодой женщины. 1729–1739. Коричневая бумага, пастель, цветной мел. Метрополитен-музей, Нью-Йорк
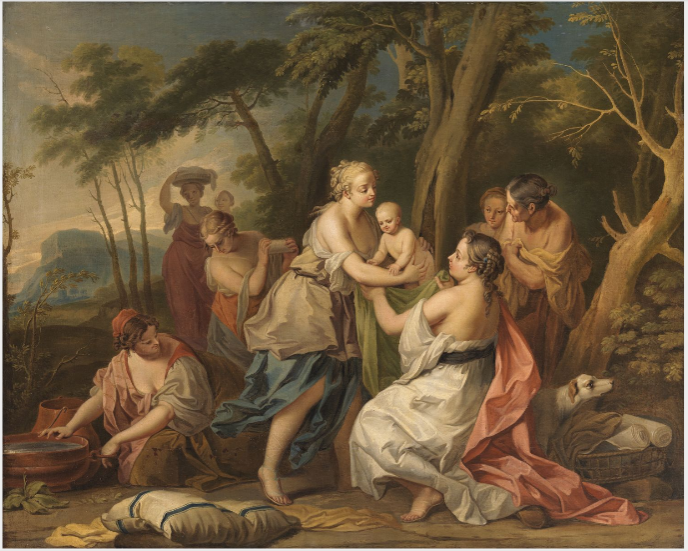
Рождение Адониса. Холст, масло. Национальная галерея Ирландии, Дублин
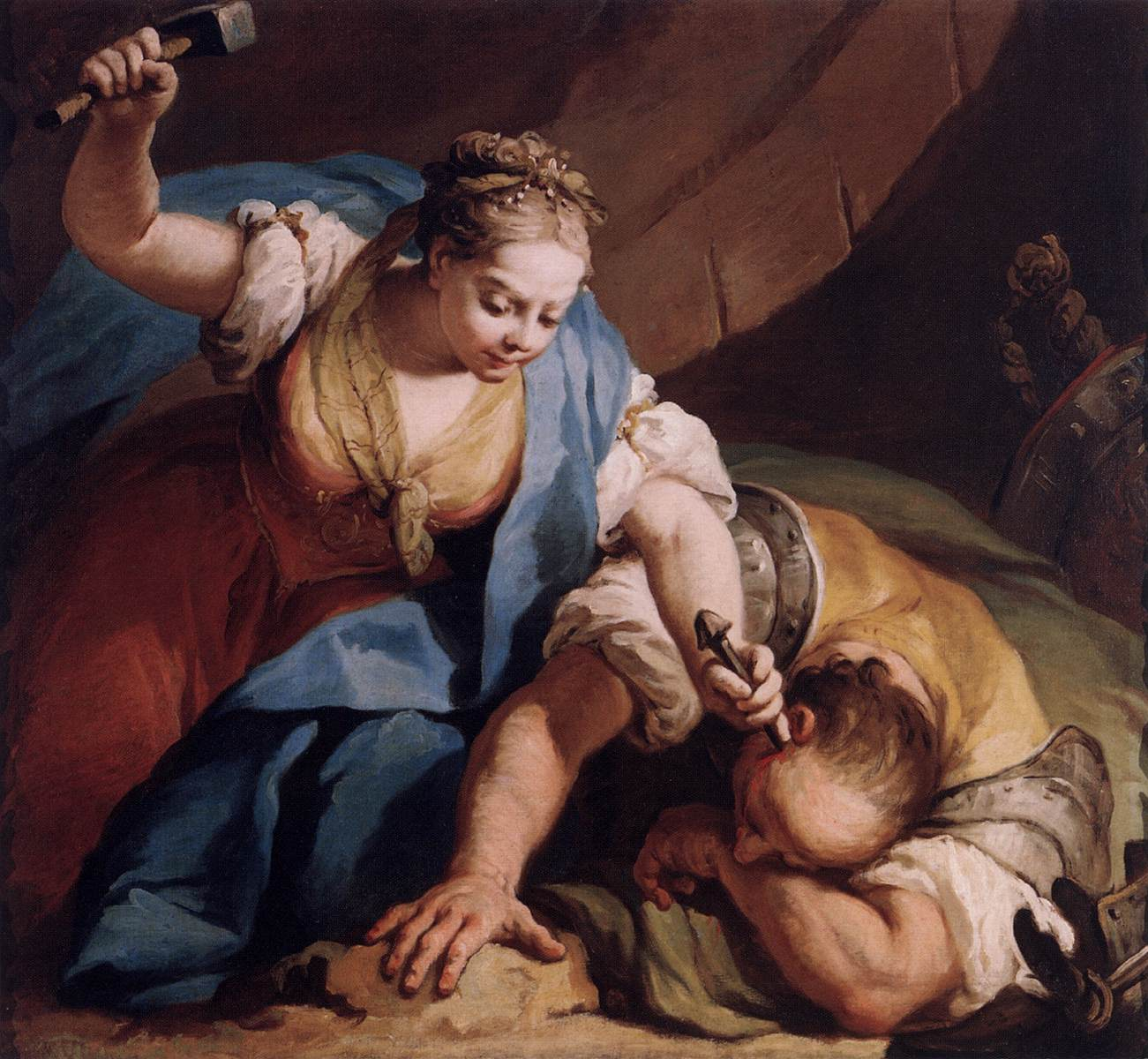
Иаиль и Сисара. Ок. 1739 г. Холст, масло. Музей венецианского сеттеченто, Ка-Реццонико
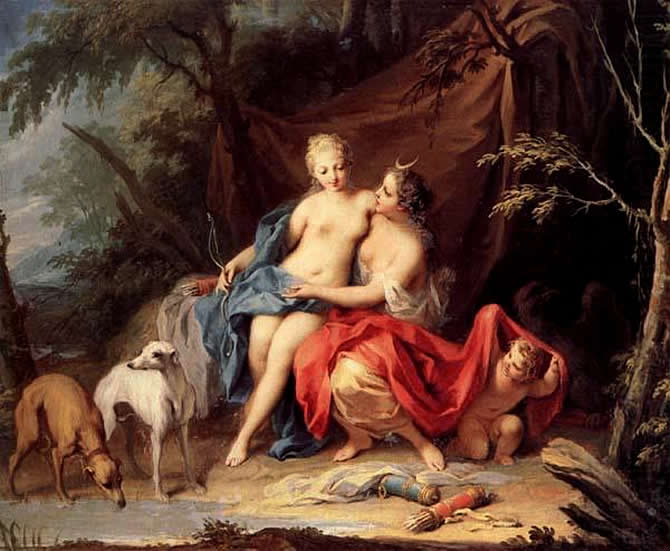
Юпитер и Каллисто. Холст, масло. Государственный Эрмитаж, Санкт-Петербург
Портрет Петра I. Холст, масло. Замок Грипсхольм, Швеция
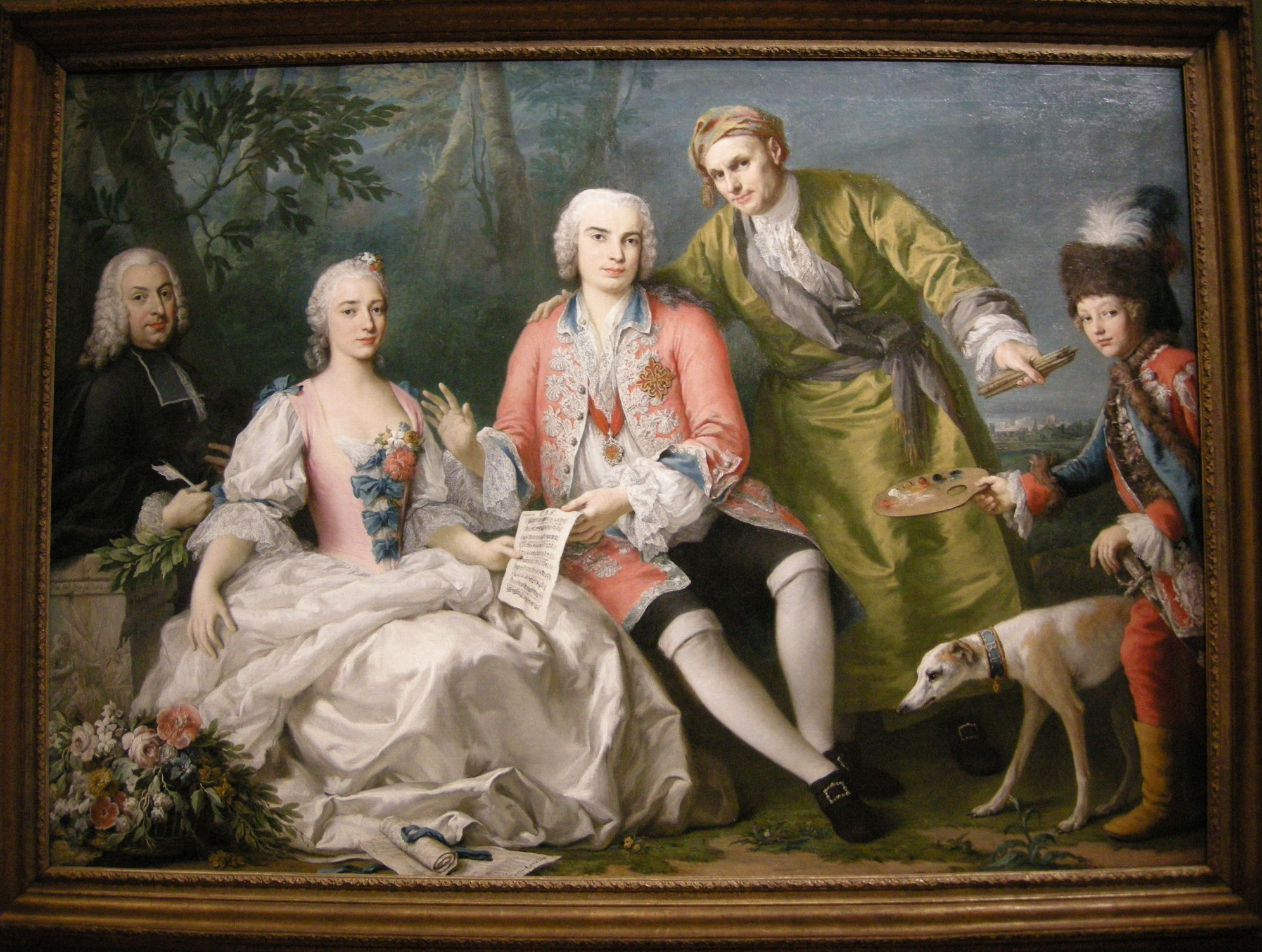
Фаринелли и его друзья. 1750—1752. Холст, масло. Национальная галерея Виктории, Мельбурн, Австралия (изображены слева направо: Метастазио, Тереза Кастеллини, Фаринелли c партитурой оперы Метастазио «Зенобия», живописец Амигони, собака Фаринелли, паж Фаринелли)
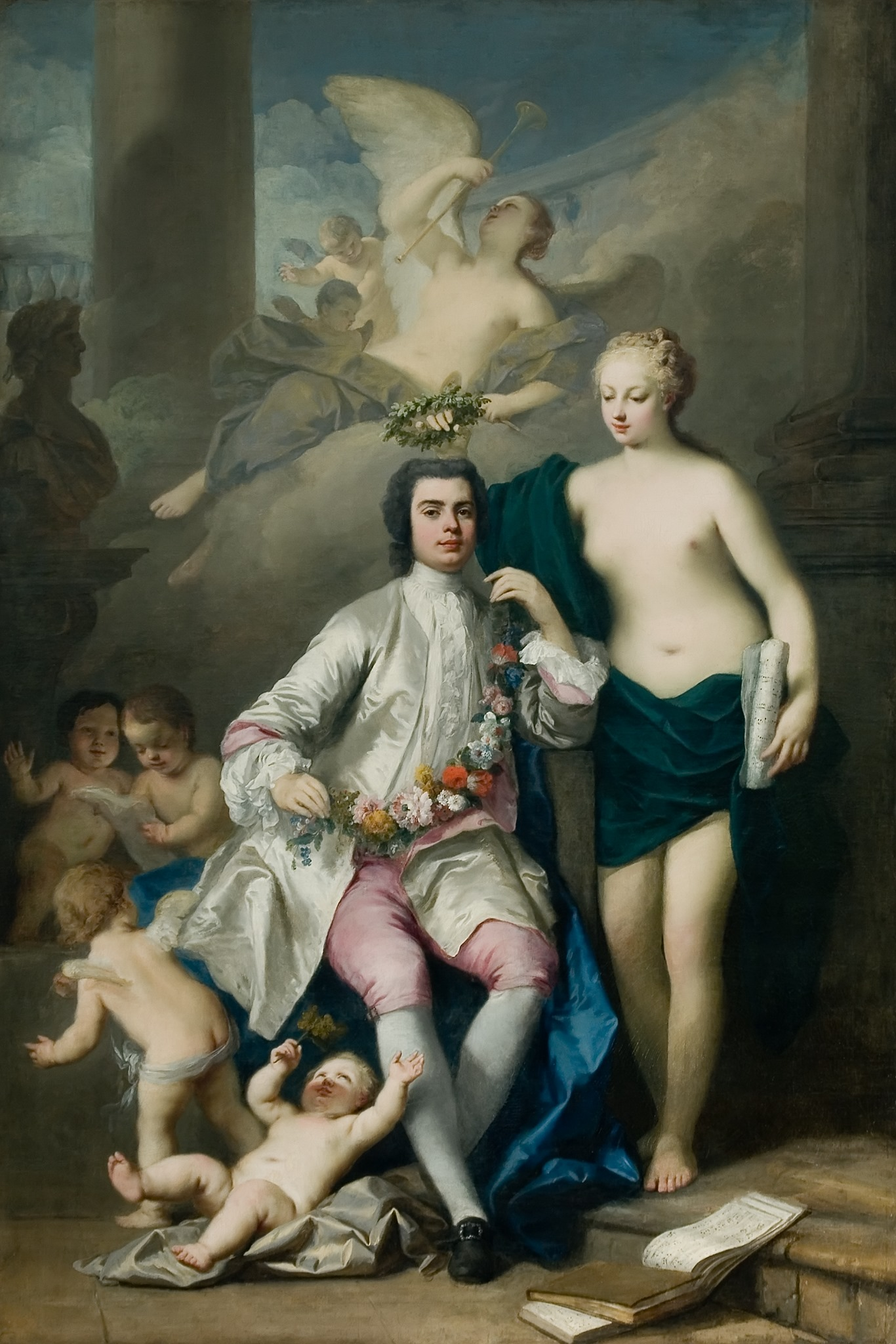
Фаринелли и муза музыки. 1734—1735. Холст, масло. Национальный музей искусств Румынии, Бухарест
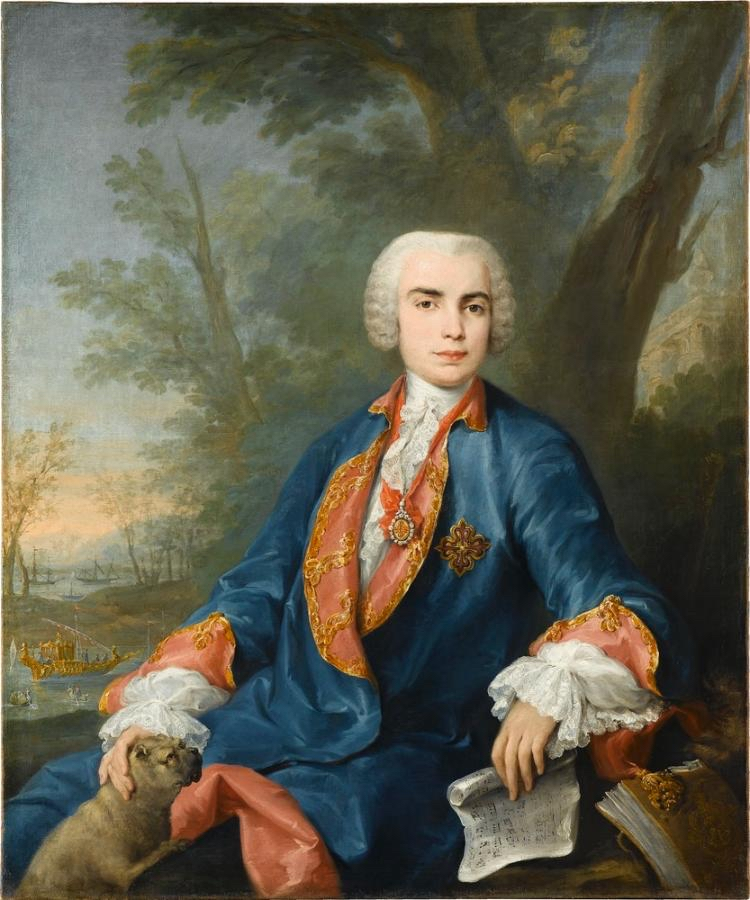
Портрет Фаринелли. Ок. 1752. Холст, масло. Картинная галерея, Штутгарт
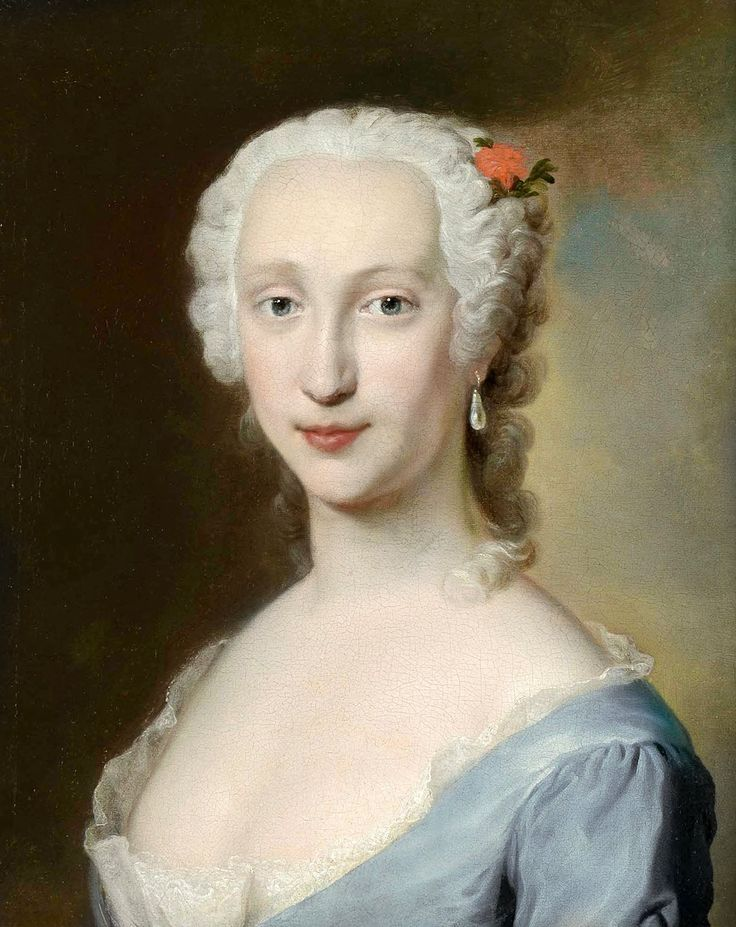
Портрет инфанты Марии Терезы Рафаэлы Испанской. Холст, масло